# Thomas Schippers
Thomas Schippers (* 9. März 1930 in Portage, Michigan; † 16. Dezember 1977 in New York City, New York) war ein US-amerikanischer Dirigent und Komponist.

## Leben
Thomas Schippers hatte ab dem vierten Lebensjahr Klavierunterricht, später auch Orgelunterricht beim Organisten der Lukaskirche in Kalamazoo. Er schloss vierzehnjährig die Central High School von Kalamazoo ab und studierte dann am Curtis Institute, privat bei Olga Samaroff und an der Juilliard School of Music. Siebzehnjährig wurde er Kompositionsschüler von Paul Hindemith an der Yale University.
1948 gewann Schippers den zweiten Preis bei einem Dirigentenwettbewerb des Philadelphia Orchestra und ging nach New York, um Dirigent zu werden. Mit anderen jungen Musikern gründete er die Lemonade Opera Company, eine Low-Budget-Gesellschaft, die Standardwerke der Opernliteratur wie Mozarts Don Giovanni, Pergolesis La serva padrona und Humperdincks Hänsel und Gretel aufführte.
1949 unternahm er als Begleiter von Eileen Farrell eine Südamerikatournee. Zur gleichen Zeit lernte er den Komponisten Gian Carlo Menotti kennen und dirigierte 1950 kurz nach der Uraufführung auch dessen Oper The Consul. Am Heiligabend des Jahres 1951 dirigierte er dessen Weihnachtsoper Amahl and the Night Visitors in einer Fernsehuraufführung, die landesweit live übertragen wurde.
Einundzwanzigjährig dirigierte Schippers Menottis Oper The Old Maid and the Thief an der New York City Opera als jüngster Dirigent, der dort je aufgetreten war. Als 1953 der Dirigent Tullio Serafin am Opernhaus ausfiel, vertrat ihn Schippers kurzfristig bei der Aufführung von Ravels L’Heure Espagnole.
1955 wurde Schippers Dirigent an der Metropolitan Opera. Im gleichen Jahr wurde er mit einem Tony Award als Dirigent ausgezeichnet und zu einem der „Ten Outstanding Young Men“ der Vereinigten Staaten gewählt, und er debütierte als Dirigent am Mailänder Teatro alla Scala. 1958 war er musikalischer Leiter von Menottis erstem Festival dei Due Mondi in Spoleto, das mit einer von Luchino Visconti inszenierten Aufführung von Verdis Macbeth eröffnet wurde. Im nächsten Jahr folgte eine Aufführung von Donizettis unvollendeter Oper Le duc d’Albe in einer von Schippers vollendeten Version.
1959 traf Schippers in Moskau mit Leonard Bernstein und dem New York Philharmonic Orchestra zusammen und führte hier Samuel Barbers Medea’s Meditation and Dance of Vengeance und Menottis Two Interludes auf. Im Dezember 1961 dirigierte er an der Scala eine vielbeachtete Aufführung von Cherubinis Médée mit Maria Callas.
Zum 150. Geburtstag von Richard Wagner dirigierte er 1963 Die Meistersinger von Nürnberg bei den Bayreuther Festspielen. In der Saison 1963–64 dirigierte er 36 Aufführungen von vier Opern an der Metropolitan Opera.
Zur Eröffnung des neuen Opernhauses der Metropolitan Opera im Lincoln Center 1966 dirigierte Schippers Samuel Barbers Oper nach Shakespeares Antonius und Cleopatra. 1970 folgte er Max Rudolf als Dirigent des Cincinnati Symphony Orchestra nach, das er bis zu seinem Tode leitete. Daneben trat er weiter an der Metropolitan Opera, der Scala, dem Teatro Comunale di Firenze und anderen Opernhäusern auf.
1976 wurde Schippers für die Saison 1977–1978 als Dirigent des Orchestra dell’Accademia Nazionale di Santa Cecilia berufen. Auf Grund seiner Lungenkrebserkrankung konnte er die Stelle nicht mehr antreten und musste auch alle anderen Verpflichtungen, unter anderem eine Aufführung von La Bohème an der Metropolitan Opera, absagen.